# Наниев, Вадим Валерьевич
Вади́м Вале́рьевич На́ниев — российский и казахстанский борец вольного стиля, чемпион мира среди военнослужащих и чемпион России среди кадетов. Мастер спорта России международного класса.

## Биография
Тренировался под руководством Дмитрия Дзидаханова во Владикавказе. В 1998 году стал чемпионом России среди кадетов в Москве и серебряным призёром на Всемирных юношеских играх в Москве. В 2002 году стал вторым на чемпионате России среди молодёжи во Владикавказе и чемпионом мира среди военнослужащих в Таллине. В 2004 году стал вторым на международном турнире имени Шамиля Умаханова в Хасавюрте и с этого же года выступал за Казахстан.

## Спортивные достижения
- Чемпион мира среди военнослужащих в Таллине (2002)
- Чемпион среди кадетов в Москве (1998)